# Káthijávárský poloostrov

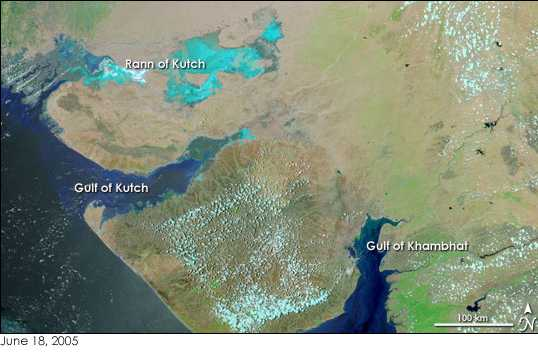
Káthijávárský poloostrov na snímku NASA

Káthijávárský poloostrov  je poloostrov v západní Indii. Na celém poloostrově se nachází indický stát Gudžarát. Poloostrov je z většiny obklopen Arabským mořem, na severozápadě jej od pevniny odděluje Kaččhský záliv, na východě záliv Khambhátský.

## Města
Největšími městy jsou Rádžkot v centru poloostrova, Džámnagar při Kaččhském zálivu, Bhávnagar při Khambhátském zálivu,
Pórbandar na západním pobřeží, historické město Džúnágadh na jihu. Ostrovní město Díu, dříve součást Portugalské Indie, dnes svazového teritoria Dádra a Nagar Havélí a Daman a Díu, leží na jižním pobřeží. Zde se nalézá rovněž Somnath se světoznámým chrámem.